# کونکوردیا ساگیتاریا
کونکوردیا ساگیتاریا (به ایتالیایی: Concordia Sagittaria) یک کومونه در ایتالیا است که در استان ونیز واقع شده‌است.

## خصوصیات
کونکوردیا ساگیتاریا ۶۶٫۵۰ کیلومترمربع مساحت و ۱۰٬۷۰۸ نفر جمعیت دارد و ۴ متر بالاتر از سطح دریا واقع شده‌است.